# Stanisław Sośnicki
Stanisław Adam Sośnicki (ur. 12 września 1896 w Warszawie, zm. 2 lipca 1962 tamże) – kapitan saperów Wojska Polskiego, urzędnik konsularny, dyplomata, w młodości lekkoatleta, olimpijczyk.

## Życiorys
W 1915 roku ukończył Gimnazjum Wojciecha Górskiego w Warszawie i rozpoczął studia na Wydziale Budownictwa Maszyn Politechniki Warszawskiej, ale ich nie ukończył.
16 lutego 1919 roku został przydzielony do Dowództwa Okręgu Generalnego „Kraków” w Krakowie. Z dniem 3 kwietnia 1919 roku został formalnie przyjęty do Wojska Polskiego z zatwierdzeniem posiadanego stopnia podporucznika, zaliczeniem do I Rezerwy armii i powołaniem do czynnej służby wojskowej na czas wojny aż do demobilizacji, w grupie oficerów byłych Korpusów Wschodnich i byłej armii rosyjskiej. W 1924 pełnił służbę na stanowisku oficera ordynansowego komendanta Kościuszkowskiego Obozu Szkolnego Saperów i pozostawał oficerem nadetatowym 8 pułku saperów. 1 grudnia 1924 mianowany kapitanem ze starszeństwem z dniem 15 sierpnia 1924 i 6 lokatą w korpusie oficerów zawodowych inżynierii i saperów. W 1928 pełnił służbę w Szefostwie Administracji Armii. W 1934 był oficerem rezerwy 1 batalionu saperów Legionów. Jest pochowany na cmentarzu Powązkowskim w Warszawie (kwatera 229 przed-2-20).

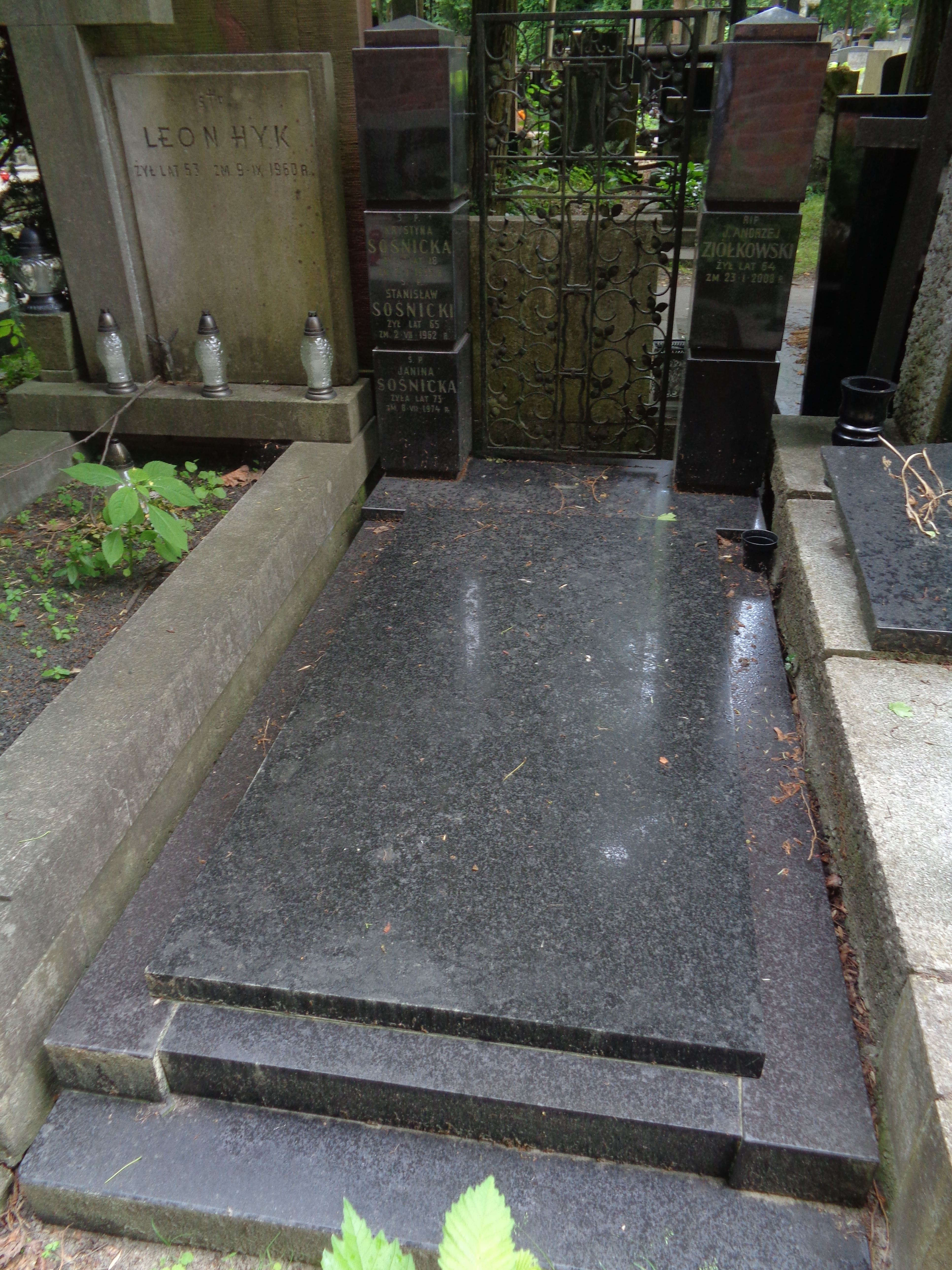
Grób olimpijczyka Stanisława Sośnickego na Cmentarzu Powązkowskim

## Kariera sportowa

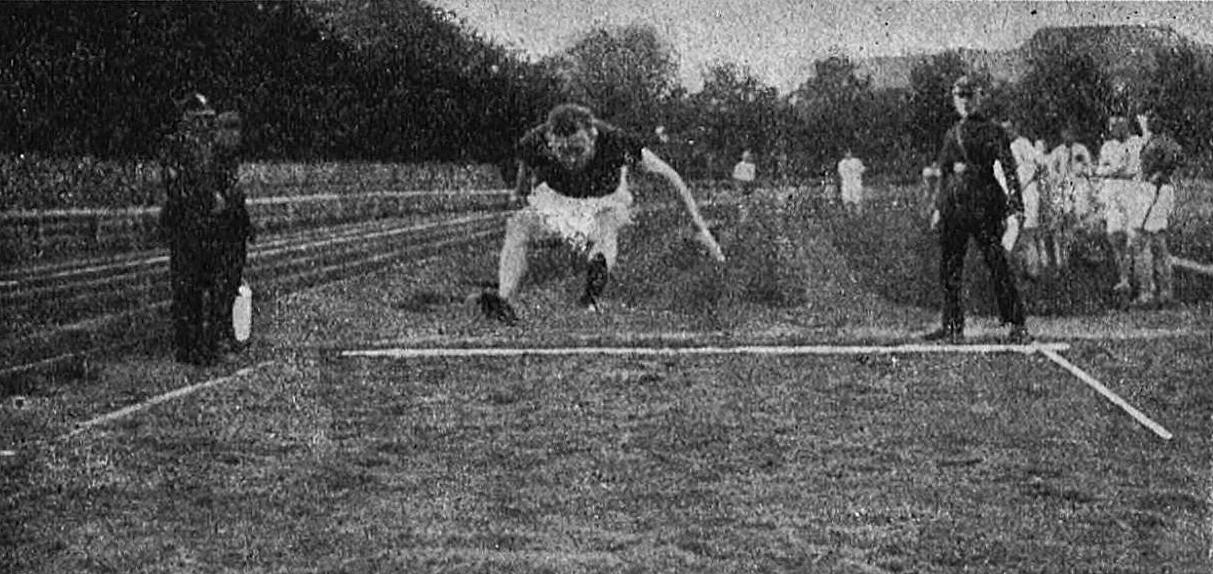
Por. Stanisław Sośnicki skacze w dal 6,15 podczas mistrzostw OK I

Był jednym z czołowych polskich lekkoatletów pierwszej połowy lat 20. Należał do grupy sportowców przygotowujących się do startu w igrzyskach olimpijskich w 1920 w Antwerpii, do czego nie doszło z powodu wybuchu wojny polsko-bolszewickiej. Wystąpił za to na igrzyskach olimpijskich w 1924 w Paryżu w biegu na 100 metrów i skoku w dal, ale odpadł w eliminacjach.
Podczas pierwszych mistrzostw Polski w 1920 zwyciężył w sześciu konkurencjach i został uznany za najlepszego zawodnika. Ogółem zdobył trzynaście tytułów mistrza Polski:
- bieg na 100 metrów – 1920 i 1921
- bieg na 200 metrów – 1921
- sztafeta 4 × 100 metrów – 1920 i 1923
- skok wzwyż z miejsca – 1920
- skok w dal – 1920, 1921 i 1923
- skok w dal z miejsca – 1920
- trójskok – 1920, 1922 i 1923

Pięć razy był wicemistrzem Polski:
- bieg na 100 metrów – 1922 i 1923
- skok wzwyż – 1920
- skok w dal – 1922
- skok w dal z miejsca – 1921

Trzynaście razy bił rekordy Polski w skoku w dal, trójskoku, sztafecie 4 × 100 m, sztafecie 10 × 100 m, sztafecie szwedzkiej i sztafecie olimpijskiej.
Startował w barwach Czarnych Lwów, Korony Warszawa, KS Polonia Warszawa i AZS Warszawa. Zakończył aktywne uprawianie lekkiej atletyki w 1925.

## Kariera zawodowa
Ukończył studia na Wydziale Dyplomatyczno-Konsularnym Akademii Nauk Politycznych w Warszawie w 1926 oraz w Studium Anglii Współczesnej na Uniwersytecie Cambridge w 1931. Od tego roku pracował w Ministerstwie Spraw Zagranicznych. Był konsulem w Kijowie (1933–1934) i w Charkowie (1934–1936). W latach 1937–1939 był naczelnikiem wydziału w Ministerstwie Opieki Społecznej.
W kampanii wrześniowej walczył w stopniu kapitana, m.in. w obronie Warszawy. Otrzymał za to order Virtuti Militari. Następnie przebywał w niewoli niemieckiej w obozach w Lubece i Woldenbergu. Po wojnie w ludowym Wojsku Polskim (w stopniu podpułkownika; do 1946), a następnie był chargé d’affaires polskiej ambasady w Ankarze (1946–1948). Od 1948 pracował w Centrali Handlowej Przemysłu Drzewnego jako dyrektor administracyjny. Był także działaczem i sędzią lekkoatletycznym.

## Ordery i odznaczenia
- Krzyż Srebrny Orderu Virtuti Militari (9 stycznia 1947)[6]
- Krzyż Niepodległości (4 listopada 1933)[7]
- Srebrny Krzyż Zasługi (dwukrotnie: 10 listopada 1928[8], 19 marca 1931[9])
- Medal Pamiątkowy za Wojnę 1918–1921[10]
- Medal Dziesięciolecia Odzyskanej Niepodległości[10]
- Order Gwiazdy I klasy (Afganistan)[10]
- Komandor z Gwiazdą Orderu Zasługi (Węgry, 1934)[11]
- Komandor Orderu Świętego Sawy (Jugosławia)[10]
- Komandor Orderu Chrystusa (Portugalia, 1932)[12]
- Komandor Orderu Korony (Belgia, 1933)[13]
- Komandor Orderu Korony Rumunii (Rumunia, 1933)[14]
- Komandor Orderu Świętego Skarbu (Japonia, 1934)[15]
- Oficer Orderu Korony Rumunii (Rumunia)[10]
- Kawaler Orderu Legii Honorowej (Francja, 1933)[13]
- Medal Zwycięstwa (Médaille Interalliée)[10]
- Medal 10 Rocznicy Wojny Niepodległościowej (Łotwa)[10]